# Ruri Rammokolodi
Ruri Rammokolodi (* 17. November 1989) ist ein ehemaliger botswanischer Leichtathlet, der sich auf den Weitsprung spezialisiert hat.

## Sportliche Laufbahn
Erste Erfahrungen bei internationalen Meisterschaften sammelte Ruri Rammokolodi im Jahr 2009, als er bei der Sommer-Universiade in Belgrad mit 7,03 m in der Qualifikationsrunde ausschied. 2013 verpasste er bei den Studentenweltspielen in Kasan mit 7,54 m und 14,79 m den Finaleinzug im Weit- und Dreisprung und im Jahr darauf schied er bei den Afrikameisterschaften in Marrakesch mit 7,25 m in der Vorrunde im Weitsprung aus. 2016 gewann er bei den Afrikameisterschaften in Durban mit windunterstützten 7,90 m die Bronzemedaille hinter den Südafrikanern Ruswahl Samaai und Luvo Manyonga. 2024 beendete er dann seine aktive sportliche Karriere im Alter von 35 Jahren. 